# Usine de Longbridge
 (mai 2020).
Le contenu est difficilement compréhensible vu les erreurs de traduction, qui sont peut-être dues à l'utilisation d'un logiciel de traduction automatique.
L'usine de Longbridge est un complexe industriel situé à Longbridge, près de Birmingham, au Royaume-Uni. Ce complexe comprenait l'usine et le siège du groupe MG Rover. Elle appartient depuis 2007 au groupe chinois SAIC Motor et constitue un site de fabrication et de recherche et développement pour sa filiale MG Motor,.
Ouverte en 1905, Longbridge employait environ 25 000 travailleurs à la fin des années 1960,. Une grande variété de produits furent fabriqués sur le site au cours de son histoire, bien que le produit de base ait été les voitures, plus particulièrement la Mini originale à deux portes. Durant la Seconde Guerre mondiale, la principale usine produit des munitions et des pièces de char d'assaut, tandis que l'usine "East Works" d'Austin Aero Ltd à Cofton Hackett produit plusieurs types d'avions, tels que le Short Stirling et le Hawker Hurricane.
À l'origine imprimerie construite sur des champs verdoyants, le site eut une variété de propriétaires privés, ainsi qu'une période de propriété d'État. Depuis l'effondrement de MG Rover en 2005, une partie du site a été réaménagée en usage commercial et résidentiel. Les 69 acres restants, soit environ 28 hectares, sont la propriété de la SAIC.

## Histoire de l'industrie automobile à Longbridge

### Fondation

#### White and Pike: 1895-1901
Le développement du site et de l'usine fut entrepris par les imprimeurs de Birmingham White and Pike Ltd, qui y fabriquaient des plaques de cuivre. Cherchant à consolider quelques petits sites autour de Birmingham et à se diversifier dans de nouveaux domaines, ils choisirent les terrains de vingt champs agricoles dans Northfield à treize kilomètres au sud de la ville sur la route de Bristol à Longbridge. Le site était délimité par : Lickey Route, Lowhill Lane, la ligne principale de la Midland Railway de Birmingham à Gloucester et la Halesowen Joint Railway avec la Great Western Railway. L'achat inclut également Cofton Hill, qui s'élevait de 70 pieds (21 m) au-dessus des environs. Conçue par Stark & Rowntree de Glasgow et construite par James Moffatt & Fils de Camp Hill, l'usine coûta 105 000 £ et ouvrit durant le premier trimestre de 1895. Malheureusement, le projet de rassemblement échoua et le site fut repris par la banque en 1901.

#### Austin: 1906-1914
Herbert Austin, qui naquit dans le Buckinghamshire et grandit dans le Yorkshire, quitta son apprentissage d'ingénieur des chemins de fer et apprit son métier chez un oncle à Melbourne, en Australie. Il revint en Angleterre en 1893, en tant que gestionnaire d'une société australienne déménageant à Birmingham. En 1901, avec les frères Vickers, il fonde et dirige la Wolseley Tool and Motor Car Company, qui devint le plus grand fabricant de voitures britannique.
En 1905, il quitta les frères Vickers et, cherchant à fonder sa propre entreprise de voitures, Herbert Austin entreprit de nombreuses exploratoire des promenades autour de Birmingham, dans sa Wolseley 7.5 h.p. Le 4 novembre 1905, il trouva l'épave de l'imprimerie, appartenant au bailleur de fonds E. A. Olivieri. Des amis apportèrent une aide financière, et avec un supplément de financement de Frank Kayser de Kayser, Ellison and Company et William Harvey du Cros de la Dunlop Rubber Company, permirent à Austin d'acheter le site et huit acres (3,2 ha) supplémentaires à Olivieri pour 7,500 £ le 22 janvier 1906.

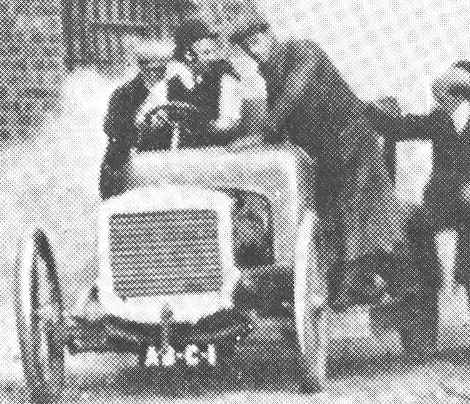
"En descendant la ruelle, tous à bord"
La première Austin, la 25-30, se dirige vers les Lickey Hills pour son premier essai. Herbert Austin est au volant. Samedi 7 avril 1906.

Austin et la main-d'œuvre initiale de l'Austin Motor Company Limited passèrent dans les bâtiments abandonnés avant cette date car Austin souhaitait montrer sa nouvelle voiture au British Motor Show, qui allait se tenir en novembre 1906 à l'Olympia. Sur le papier, la première Austin fut décrite comme une voiture de tourisme de grande classe de 25-30 h.p. avec une boîte de vitesses  à quatre rapports et un entraînement à chaîne de transmission. Chaque voiture portait une  garantie de matériel et de qualité et la première voiture fut proposée à la fin du mois de mars 1906, au prix de 650 £. Quelque 50 personnes furent employées au cours de la première année et produisirent une douzaine de voitures.
En 1908, il y a 1 000 travailleurs dans une usine qui couvre 4 acres (1,6 ha); une équipe de nuit est mise en place afin d'assurer un approvisionnement suffisant pour répondre à la demande croissante. En septembre 1912, les ateliers couvrent plus de 8 hectares, on produit 1.000 voitures par an il y a 1 800 collaborateurs. Austin construit ses propres carrosseries et le département carrosserie est l'un des plus grands du pays. Ils construisent leurs propres roues en bois de type artillerie et les moyeux des roues à rayons et des roues en acier embouti. En février 1914, la Société devient entreprise publique et 250 000 £ de nouvelles actions de préférence sont émises au public et cotées en bourse.
Le nouveau financement paye pour la construction d'ateliers supplémentaires et la conversion de l'entraînement mécanique de l'usine, avec ses grands arbres et se courroies, en entraînement électrique. Deux moteurs à essence 4-cylindres verticaux de 200 ch (150 kW) chacun, conçus par Anderson Foundry Co. de Glasgow, couplés à des alternateurs triphasés construits par Allmänna Svenska Elektriska Aktiebolaget de Suède produisent l'électricité.

### Première Guerre mondiale
L'usine de Longbridge faisait partie d'un important et rapide processus de mobilisation qui eut lieu à travers toute l'Europe au déclenchement de la Première Guerre mondiale. Les machines qui furent utilisées pour construire les voitures Austin furent utilisées pour produire des munitions, et toutes les ressources de l'usine furent exploitées au service des forces armées.
Comme la demande pour les armes et le matériel de toute nature continue d'augmenter, l'usine est élargie. La zone située entre les bâtiments existants et la ligne de chemin de Fer Midland Railway est bâtie. L'expansion a également permis la construction de la gare de Longbridge à l'intérieur des limites de l'usine en 1915, permettant à la Midland Railway d'envoyer des trains directs de travailleurs depuis la gare de Birmingham New Street.
En 1917 la taille du site de l'usine a triplé, et possède sa propre piste d'atterrissage à Cofton Hackett, au sud de l'usine principale, gérée par la nouvellement formée Austin Aero Company. Les employés, dont beaucoup sont des femmes, seront plus de 22 000 durant les années de pointe.
Entre 1914 et 1918, plus de 8 000 000 d'obus sont produits, avec 650 canons, 2 000 avions, 2 500 moteurs d'avions et 2 000 camions. En reconnaissance de cela, Herbert Austin est anobli en 1917.

#### Usine Nord: 1917
Vu la nécessité de développer sa capacité, la société achète la ferme de Longbridge. Situé au nord du site existant, le lieu devint l'Usine Nord de Longbridge, délimitée à nouveau par des chemins de fer, la Bristol Road et la Longbridge Lane. Après la démolition des bâtiments de la ferme et que la rivière Rea fut placée en ponceau, le développement de la société commence en juin 1916 avec notamment:
- Un atelier d'usinage de 259 × 82,3 m terminé en décembre 1916
- Une forge, opérationnelle en mars 1917
- Un mess, réfectoire de 4 000 places
- Des blocs administratifs
- Une centrale électrique équipée de douze chaudières Lancashire propulsant des turbo génératrices de 3 × l500 kW approvisionnant 386 moteurs électriques.

#### 1919
L'usine a vu sa taille d'avant guerre multipliée par plus de dix sans qu'aucun produit de temps de paix ne soit fabriqué. L'Armistice met brutalement fin à la guerre, les contrats sont annulés à très court préavis.
Les principaux ajouts à l'usine pendant la guerre comprennent une grande fonderie d'acier, un très grand atelier d'emboutissage de tôle et un très grand atelier de durcissement complet et de traitement à la chaleur.

### L'entre-deux-guerres
Avant la fin de la guerre, on envisage de se concentrer sur la production de la voiture Austin Twenty une fois la paix revenue. Le moteur choisi pour la Austin Twenty est adapté à un tracteur Austin utilisant le kérosène qui remporte de nombreux prix agricole entre 1919 et 1921. Un camion de 13 tonnes est également produit, équipé du même moteur.
Pendant une brève période, le programme de l'Austin Aero Company d'après-guerre comprend également une gamme d'avions, dont le chasseur Austin Greyhound à deux places et l'Austin Ball monoplace. Puis il y a un biplan monoplace avec ailes pliables, qui s'est vendu à 500 £, et un quatrième appelé l'Austin Whippet.
À partir de 1921, Austin s'est intéressé à de plus petits véhicules, dont une voiture de 12 h.p. et la plus petite et toujours familière Austin 7. De nombreuses manières, cette voiture était une version miniature, mise à l'échelle vers le bas, avec la simplicité caractéristique des produits de Lord Austin.

### La seconde Guerre mondiale
Au déclenchement de la Seconde Guerre mondiale l'usine est à nouveau mobilisée. La fabrication de voitures est largement abandonnée et les machines sont utilisées pour la production de munitions anti-blindage pour les canons anti-char QF 2-pounder, QF 6-pounder et QF 17-pounder, des boîtes en acier, des jerricans, des mines, des grenades et des casques.
Lord Herbert Austin, le fondateur, décède le 23 mai 1941 d'une crise cardiaque.
L'usine de Longbridge produit également des pièces pour les chars, alors que les avions sont produits à l'usine de l'ombre Austin Aero à proximité de Cofton Hackett. Les bombardiers légers Fairey Battle, les moteurs d'avion Mercure et Pegasus, le bombardier lourd quadrimoteur Short Stirling et le chasseur Hawker Hurricane viennent de là. Près de 3 000 appareils sont construits, avec 36 000 unités de suspension.
Les mitraillettes Bren et des mortiers sont fabriqués dans l'usine Ouest, dans la zone connue plus tard comme Ouest 4 Supérieure.
Les bâtiments Trentham, le second atelier de peinture, est encore appelé le Beaufighter par certaines personnes durant les années 1970.
L'immeuble connu comme Flight Shed dans Cofton Lane est l'endroit où les châssis d'avions subissent leur dernier contrôle de qualité et les ailes fixées aux chasseurs Hurricane. Les ailes des Lancaster sont fixées lorsque l'avion quitte le hangar. Les Hurricane sont portés à l'aérodrome sur des patins motorisés. Les patins étaient toujours là, à l'arrière du Flight Shed, dans les années 1980. Les bombardiers Lancaster sont transportés par la route vers la RAF Elmdon pour les essais en vol.
Avoir une telle concentration de production en temps de guerre signifie que la région est une cible de choix pour les bombardiers. Erdington devient célèbre pour avoir été la première région du Royaume-Uni à être bombardée par la Luftwaffe, qui a sans doute essayé de frapper Longbridge.

### Après la guerre

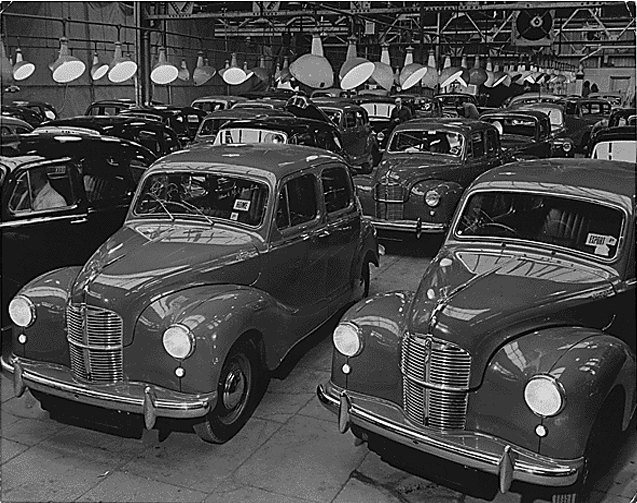
Photo prise à Longbridge en 1948

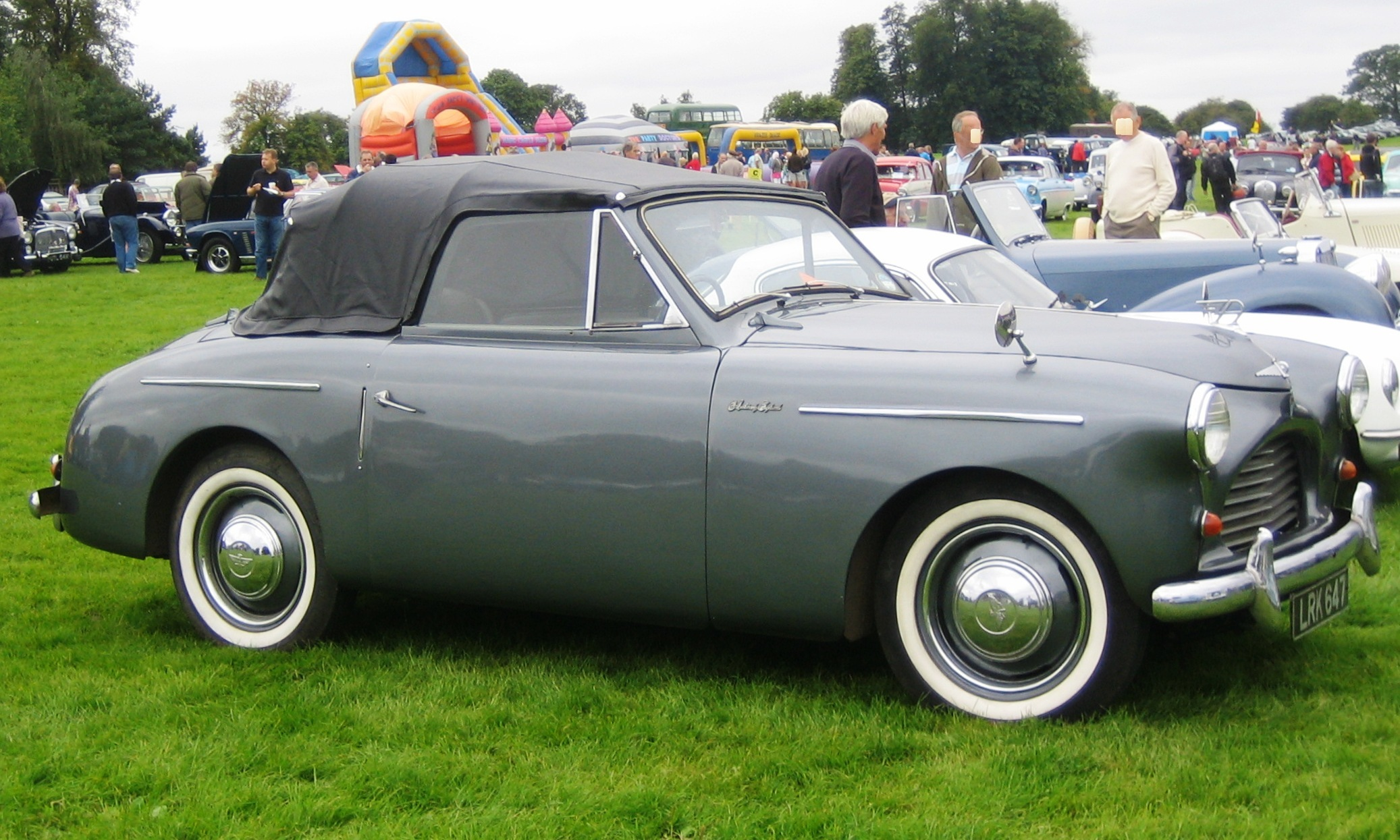
L'Austin A40 Sport, vers 1951, assemblage final à Longbridge avec les carrosseries fabriquées à West Bromwich par Jensen Motors

Après la guerre, Leonard Lord prit la relève comme président. Il planifia une expansion rapide, de nouveaux modèles, et la commercialisation outre-mer. La millionième Austin, produite en juin 1946, fut peinte en crème mat et signée par le président et les travailleurs lors d'une célébration spéciale.
Austin collabora avec Jensen Motors pour la fabrication de l'Austin A40 Sport, carrosserie en aluminium à quatre places, décapotable — avec la carrosserie fabriquée par Jensen dans leur usine de West Bromwich et transférée à Longbridge pour l'assemblage final. Par après, Austin collabora avec la Donald Healey Motor Company sur la Healey 100.
En 1951, un nouveau bâtiment fut construit pour abriter des lignes de montage plus longues.
En 1952, Austin fusionna avec la Morris Motors Limited et devint British Motor Corporation (BMC).
En 1955, à l'occasion des cinquante ans d’existence de la firme, est publié le livre Golden Jubilee illustré d'aquarelles en couleur.

### Années 1960
Au début des années 1960, avec l'augmentation de la production, il s'avéra indispensable de pouvoir stocker de nombreuses voitures (pour diverses raisons, allant du manque de pièces aux problèmes de transport, en passant par des conflits internes) et un parking à neuf étages et ascenseurs fut construit et inauguré en 1963, qui fut rapidement connu comme the Multi.
Une seconde usine de montage fut ajoutée en 1965 pour répondre à la demande toujours grandissante.
Les planificateurs industriels d'Harold Wilson arrangèrent la fusion de BMC avec British Leyland en 1968.

### Nationalisation
La société British Leyland connut des difficultés financières et fut refinancée en 1975, par le gouvernement britannique, qui devint ainsi  l'actionnaire dominant. Mais contrairement à la plupart des entreprises nationalisées, British Leyland (plus tard appelé BL) resta une entreprise publique. Derek Robinson, ou « Red Robbo », comme il avait été surnommé par les médias, devint le symbole des grèves qui paralysèrent la production à l'usine de Longbridge dans les années 1970. En 1978 et 1979, Robinson, le responsable syndical à Longbridge, fut à l'origine de 523 litiges à l'usine British Leyland appartenant au gouvernement (BL), la plus grande usine de Grande-Bretagne à l'époque. Robinson fut finalement licencié par BL en novembre 1979 pour avoir mis son nom sur une brochure critiquant la direction du BL et pour avoir refusé de retirer son nom lorsqu'on lui a demandé de le faire. Un vote sur une proposition de grève en soutien à Robinson et contre son licenciement fut rejeté par 14 000 voix contre et seulement 600 pour. Bon nombre des votes pour les grèves furent lancés dans Cofton Park en face de Q-Gate.
Les travaux d'agrandissement à Longbridge furent achevés en 1979 pour accueillir la nouvelle ligne d'assemblage de la nouvelle voiture supermini, qui fut lancée en 1980 comme l'Austin Métro. La Métro resta en production pratiquement inchangée pendant 10 ans, devenant l'une des voitures les plus populaires jamais produites par l'usine. La principale partie de l'expansion fut la construction de « New West Works » (Nouveaux Ateliers Ouest), où les éléments de carrosserie furent assemblées, avec une vaste entrée robotique — une première pour British Leyland. Les éléments de carrosseries étaient ensuite transportés sur un convoyeur fermé sur la route de Bristol aux bâtiments de montage de voitures (CAB) dans Works South (Atelier Sud), où les voitures étaient assemblées et testées. Cette organisation perdura jusqu'à l'arrêt de la production automobile à Longbridge en 2005. En effet, le pont de transport fut l'une des premières installations à disparaître quand la démolition de l'usine commença.

### La privatisation et le démantèlement

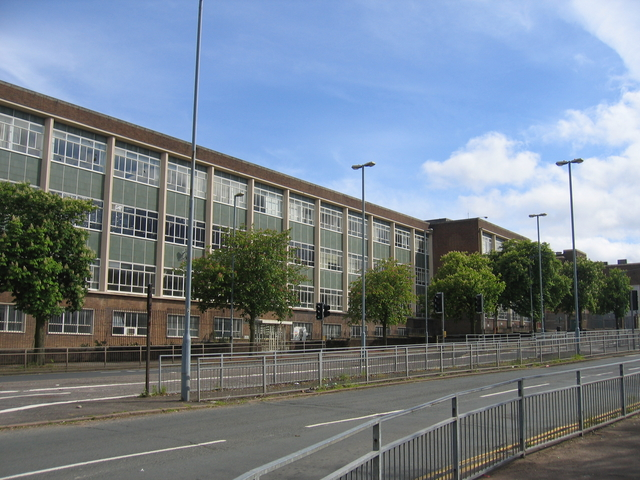
Bureaux à l'usine.

Dans les années 1980, BL avait été fortement rationalisée, et de nombreuses entreprises et autres usines à l'intérieur de son empire avaient été fermés ou vendus. Il a également conclu une collaboration d'affaires avec la firme japonaise Honda, qui donna à BL un nouvel avenir et à Honda l'entrée dans le marché européen.
L'Austin Metro, qui avait été lancée en 1980 et vécut jusqu'en 1990, où elle fut relancée comme modèle mis à jour sous la marque Rover, fut le produit le plus réussi à sortir de Longbridge dans le dernier quart du XXe siècle.
En 1988, l'usine de Longbridge, avec le reste d'Austin Rover, a été vendu à British Aerospace, qui l'a rebaptisé Rover Group en 1989.
1989 a vu le lancement d'un nouveau modèle à Longbridge, la deuxième génération des Rover 200 (la version originale a été lancé en 1984). La Série 200 a été vendue comme berline, coupé et cabriolet, et a également constitué la base de la berline et du break Rover 400. Elle fut l'une des plus populaires petites voitures familiales en Grande-Bretagne tout au long de son cycle de production, et est restée une vue commune sur les routes de Grande-Bretagne plus d'une décennie après sa disparition. Les 200 et 400 ont été remplacés par de nouveaux modèles en 1995, cette fois des gammes complètement séparées avec la nouvelle Rover 400 provenant de la Civic du constructeur japonais Honda.
En 1994, BMW, craignant leur petite taille dans un marché automobile progressivement mondialisé, acheta le groupe Rover et l'usine de Longbridge passa dans les mains de BMW. Mais, six ans plus tard, la poursuite de lourdes pertes alarmèrent les actionnaires de BMW qui décidèrent de vendre Rover Cars, l'usine de Longbridge et la marque de voitures de sport MG au Phoenix Consortium, qui le rebaptisa MG Rover Group, dans un rachat par la direction pour la somme symbolique de 10 £. Cependant, le constructeur allemand a conservé Mini et les droits d'utilisation des marques Riley et Triumph. Le consortium Phoenix était intéressé pour racheter les droits de Riley et Triumph, mais BMW a refusé.
À l'époque, plusieurs commentateurs ont affirmé que l'usine n'était pas assez moderne et que la société serait sûrement à court d'argent en quelques années. Cela arriva en avril 2005; le Phoenix Consortium mit le MG Rover group dans l'administration, laissant plus de 6 000 travailleurs sans emploi. Un autre facteur de la crise MG Rover est le fait qu'il n'y avait pas eu de nouveau modèle depuis la Rover 75 plus de six ans plus tôt. En revanche, les Vauxhall et Ford, ainsi que la plupart des autres constructeurs automobiles de masse d'Europe occidentale avaient remplacé la plupart sinon la totalité de leurs gammes de modèles à la fin des années 1990.
La démolition de la plus grande partie de l'infrastructure commença en 2007 avec North Works, l'usine Nord, South Works, l'usine sud où tout commença, et fut suivie par Cofton. Les bâtiments GOB (pour General Office Buildings) qui abritaient divers services administratifs, un mess de 3000 places, la centrale téléphonique et un bureau de poste, furent aussi abattus.
La partie West Works, dont un bâtiment construit en 1980 pour produire la New Mini, fut démolie le 28 octobre 2008.
Le Hangar d'Avions fut la dernière partie travail de l'usine à être démolie en 2011 et le poste de pompiers fut le dernier bâtiment à être abattu.

### Propriété de Nanjing et SAIC

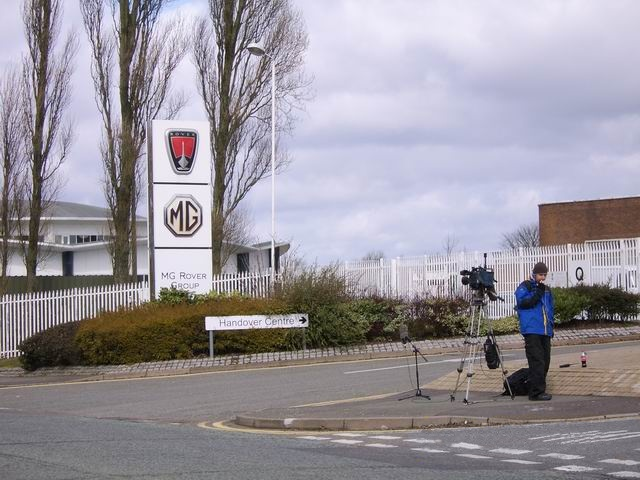
Les portes de Longbridge en 2006.

L'entreprise automobile chinoise Nanjing Automobile acquiert les actifs restants de MG Rover, y compris la location de l'usine de Longbridge, trois mois après sa mise sous séquestre. En août 2008, la production des MG TF redémarre, près de trois ans après l'effondrement de MG Rover, en utilisant seulement la partie sud de la vieille usine Austin. Le reste est démoli pour être réaménagé en logements et commerces, avec un nouveau centre local, le sud de Longbridge Lane.
Les installations de production actuelles de Longbridge ont une capacité d'emploi d'environ 1 000 travailleurs. Plus de la moitié du site de l'usine a été vendu et effacée, et les terrains réservés aux maisons et commerces avec pour objectif la création de 10 000 emplois et 1 450 maisons.
Nanjing Automobile Corporation (NAC) a été acquise par Shanghai Automotive Industry Corporation (SAIC) à la fin de 2007, résultant que le site de Longbridge devint la propriété de l'AEIC. La fonction d'ingénierie du Royaume-Uni connue comme SMTC (SAIC Motor Centre Technique) a été déplacé de son site à Leamington, à Longbridge au cours de l'année 2008. En 2010, le SMTC, le Centre Technique a été dévoilé montrant les domaines de l'ingénierie et de style studio.
Pendant ce temps, les ingénieurs de Longbridge ont travaillé sur la MG 6 qui est basée sur la Roewe 550 pour la rendre prête pour le lancement au Royaume-Uni. MG Motors fut créé comme entreprise de fabrication de SAIC au Royaume-Uni et, en avril 2011, a commencé la fabrication de la MG 6 à partir de kits semi-knocked-down (SKD) venant de l'usine Chinoise SAIC Lingang. Les voitures arrivent de Chine, essentiellement terminées, ne nécessitant plus que le montage du moteur et de la suspension avant, des finitions de garniture et des roues à Longbridge qui n'a plus d'atelier de soudage/assemblage ou d'atelier de peinture. La Production de la MG TF a été abandonnée à ce moment ; seulement 906 exemplaires avaient été construits à Longbridge depuis le redémarrage de la production près de trois ans auparavant. La Production de la MG 3 super mini a commencé à Longbridge en 2012 et en 2014, il y avait encore quelque 400 personnes y travaillant, contre à peine plus de 200 personnes présentes lors du redémarrage de la production.
Le nouveau SUV MG GS est lancé en mai 2016. Les carrosseries arrivent en format kit. La suspension arrière que l'on trouve sur le Tiguan de Volkswagen est intégrée à Longbridge ainsi que le moteur et le tableau de bord spécifique au Royaume-Uni. Toutes les options d'usine telles que des phares HID, seront également conservées et montées à l'usine de Longbridge.
Les différentes parties du système 4x4, y compris les pièces de l'essieu arrière, seront installées au Royaume-Uni. Ce devrait être mineur en raison de la demande attendue pour ce véhicule 4X4.
Fin 2016, MG annonce l'arrêt de l'assemblage de véhicules sur le site de Longbridge,.

## Culture populaire
Peu de temps avant de MG Rover est allé dans l'administration en 2005, The Chemical Brothers dans la vidéo de leur single Believe contenait des scènes filmées à l'intérieur de l'usine de Longbridge.
Aussi, les images de la Longbridge ligne de production et de l'ancien modèle Mini ont été utilisés pour introduire le Royaume-Uni, l'entrée dans l'1998 Concours Eurovision de la Chanson a accueilli à la ville de Birmingham.
Il y a des références constantes à l'usine de Longbridge – où certains personnages travaillent, dans le roman Le Rotters Club et de sa suite, Le Cercle fermé par Jonathan Coe.